# Witold (imię)
Witold – imię męskie pochodzące od litewskiego Vytautas (vyti „gnać” + tauta „lud”, co znaczy „władający ludem” lub „przewodzący ludowi”). Możliwe także, że jest to imię pochodzenia germańskiego (witu „las” + waltan „rządzić”, co oznacza „rządzący lasem”).
Imię to pojawiło się w polskich dokumentach w XIV w.; zapisywano je jako Witołt, Witowd, Witold. Jako imię chrzestne zaczęto je nadawać powszechnie dopiero w XIX w., być może pod wpływem historycznych powieści J. I. Kraszewskiego.
W 2001 r. miało tak na imię 80 243 Polaków (142. miejsce wśród wszystkich imion nadanych w Polsce). Większość z nich urodziła się w latach 40.–60. XX w.
Jego żeńskim odpowiednikiem jest Witolda.
Zdrobnienia: Witek, Wituś, Wiciu.
Wedle danych PESEL według stanu na 19 stycznia 2024 roku imię to nosi w Polsce 55 400 mężczyzn.
Witold imieniny obchodzi: 15 czerwca, 12 października i 12 listopada.

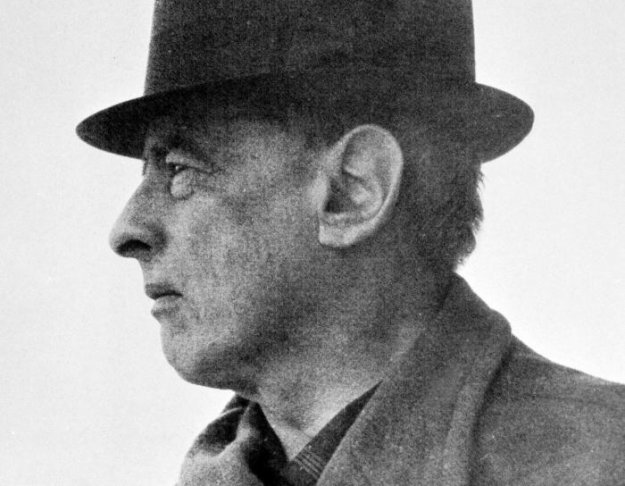
Witold Gombrowicz

## Odpowiedniki w innych językach

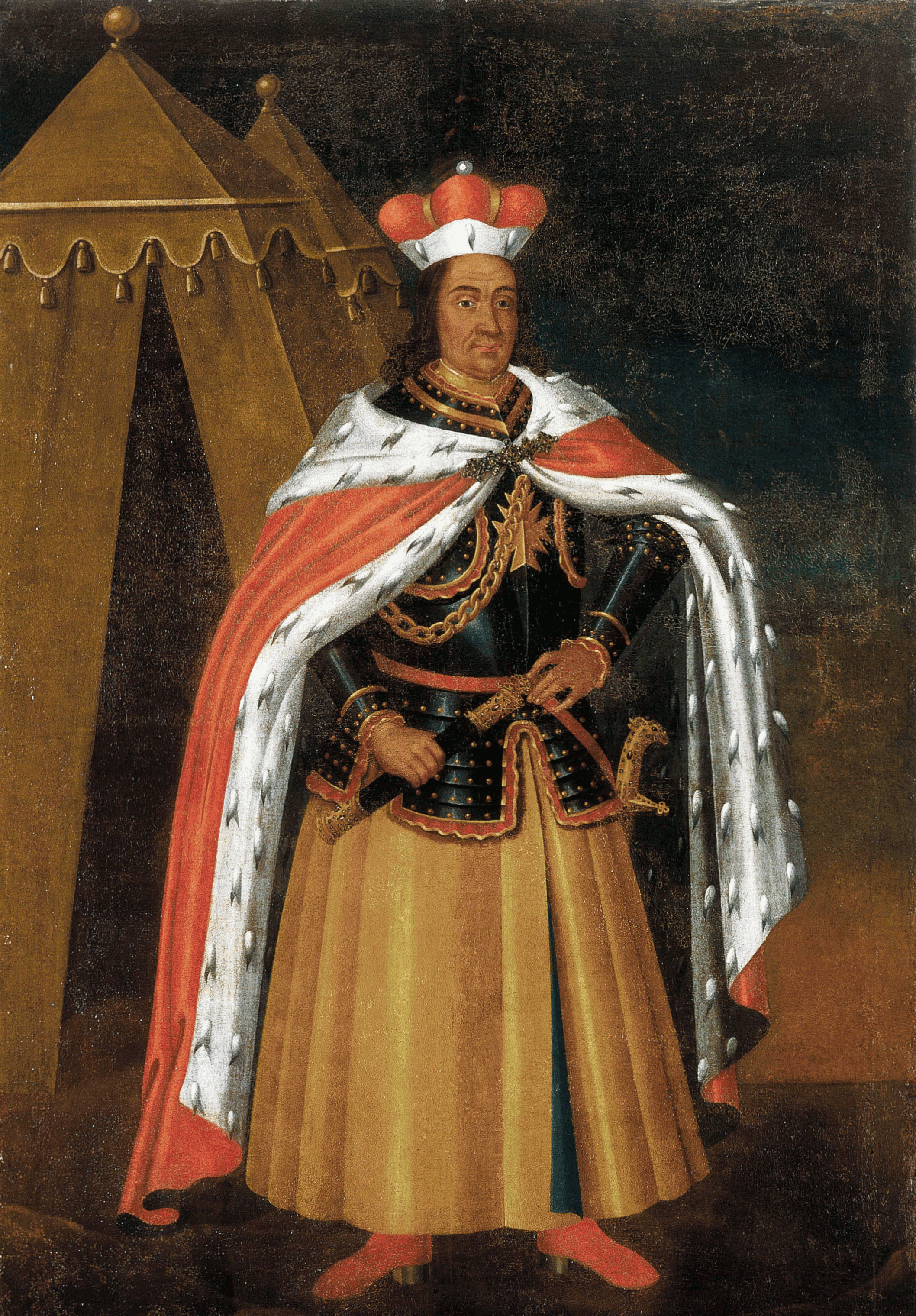
Witold, książę litewski

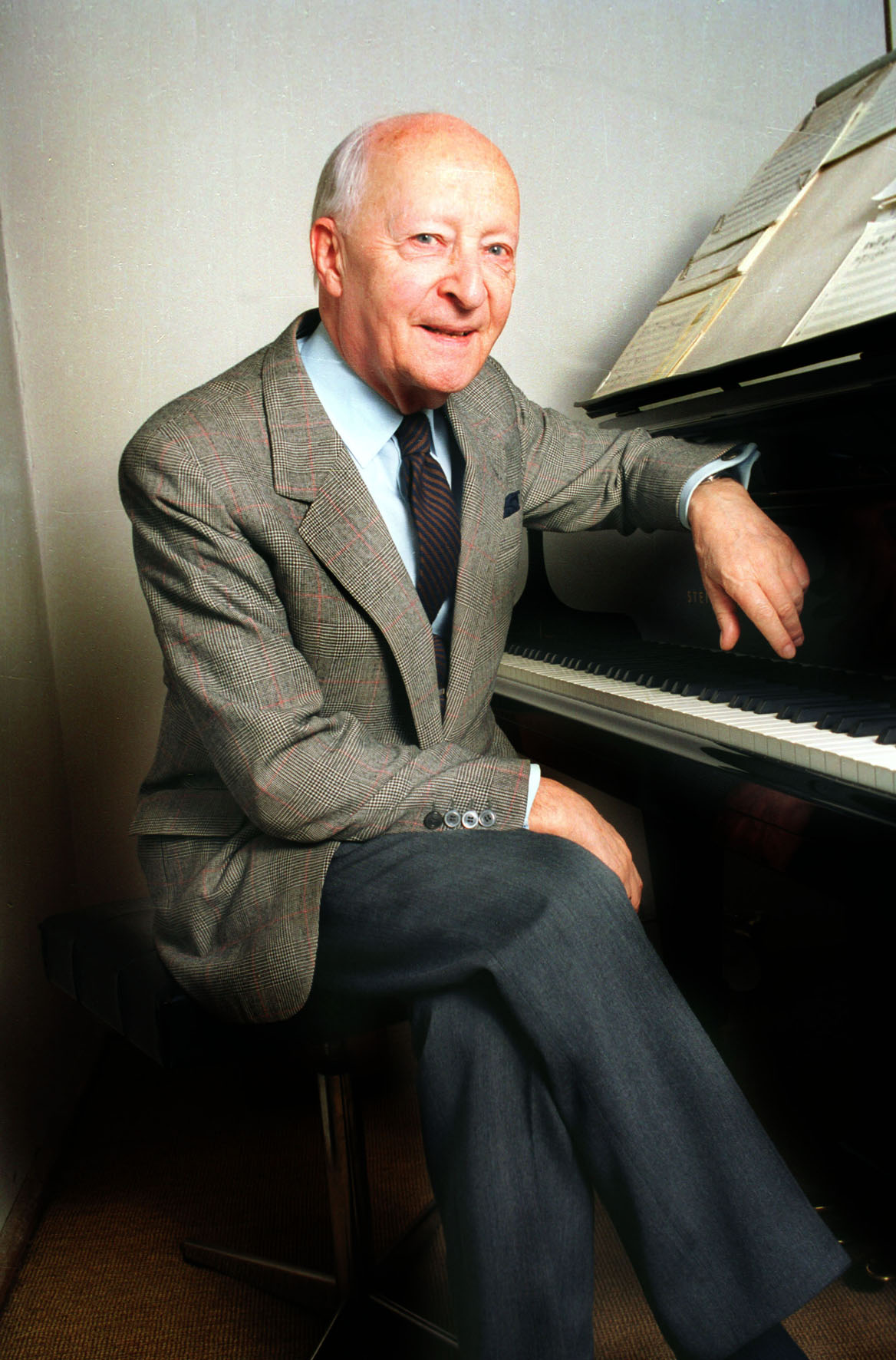
Witold Lutosławski

- ang. Witold, Witowt
- fr. Vitold, Vitowt
- łac. Witoldus, Vitoldus
- niem. Witold, Witowt, Vitovd
- wł. Vitoldo.

## Znane osoby noszące imię Witold
- Witold – wielki książę litewski (ok. 1352–1430)
- Witold Adamek (ur. 1945) – polski operator filmowy, reżyser i scenarzysta
- Witold Bańka (ur. 1984) – polski lekkoatleta (bieg na 400 metrów), polityk, minister sportu i turystyki
- Witold Chodźko (1875–1954) – polski lekarz psychiatra i neurolog, społecznik, polityk, minister zdrowia publicznego i opieki społecznej, wolnomularz
- Witold Czartoryski (1864–1945) – książę i członek austriackiej Izby Panów
- Witold Dębicki – polski aktor (ur. 1943)
- Witold Doroszewski – językoznawca polski (1899–1976)
- Witold Gadomski – polski szermierz (szpada) dwukrotny olimpijczyk i mistrz Polski (ur. 1967)
- Witold Gombrowicz – pisarz polski (1904–1969)
- Witold Hurewicz – matematyk polski (1904–1956)
- Witold Kiełtyka – polski perkusista (1984–2007)
- Witold Kieżun – polski ekonomista, uczestnik Powstania Warszawskiego (ur. 1922)
- Witold Leszczyński – polski reżyser filmowy (1933–2007)
- Witold Lesiewicz – polski reżyser filmowy (1922–2012)
- Witold Lutosławski – kompozytor i pianista polski (1913–1994)
- Witold Małcużyński – polski pianista (1914–1977)
- Witold Mańczak – polski językoznawca
- Witold Pilecki – polski wojskowy (1901–1948)
- Witold Urbanowicz – polski pilot wojskowy (1908–1996)
- Witold Łokuciewski – polski pilot wojskowy (1917–1990)
- Witold Pruszkowski – malarz polski (1846–1896)
- Witold Pyrkosz – polski aktor (1926–2017)
- Witold Rudziński – polski kompozytor, historyk muzyki, pedagog (1913–2004)
- Witold Sobociński – operator filmowy (ur. 1929)
- Witold Szymański – polski generał (ur. 1949)
- Witold Taszycki – językoznawca polski (1898–1978)
- Witold Wandurski – poeta polski (1891–1937)
- Witold Wojtkiewicz – polski malarz, rysownik i grafik (1879–1909)
- Witold Woyda – polski szermierz, dwukrotny złoty medalista olimpijski (1939–2008)
- Vytautas Landsbergis – litewski polityk (ur. 1932)
- Witold Waszczykowski – polski historyk, dyplomata i polityk (ur. 1957)